# 王启民 (摄影师)
王启民（1921年—2006年4月9日），辽宁新金人，中国电影摄影师、导演。2005年被中华人民共和国人事部、国家广播电影电视总局评为优秀电影艺术家。
2006年4月9日，在长春逝世。